# Garatge de Roda de Ter
El Garatge de Roda de Ter és una obra noucentista de Roda de Ter (Osona) inclosa a l'Inventari del Patrimoni Arquitectònic de Catalunya.

## Descripció
Edifici civil. Garatge de planta rectangular (25 x 17 m), amb la façana orientada a tramuntana. És cobert a dues vessants, amb un ampli voladís i una petita protecció a la part superior del capcer de la part de la façana. En aquest indret s'obre un ampli portal de forma rectangular amb els escaires arrodonits, característica que també presenten les finestres que li fan espona i les que s'obren a les altres cares de l'edifici. El voladís presenta uns caps de biga de fusta que descriuen la forma d'uns dracs amb llengües de ferro que ens recorden les gàrgoles vidriades emmarcades amb fusta. L'edifici és construït amb totxo, arrebossat i decorat amb pintures i decoracions. L'estat de conservació és regular. Cal remarcar les encavallades de fusta de l'interior de l'edifici d'una sola nau.

## Història
Es troba a la confluència de la carretera i un carrer, ubicada en un sòl que fou camp de conreu.
Es va construir l'any 1926, el mestre d'obres fou Francesc Freixa i el paleta que l'obrà fou el Sr. Seuma. L'any 1930 la teulada fou enderrocada pel vent i durant les obres de consolidament de la teulada es va aprofitar per ampliar l'edifici. Fou aquell mateix any que s'hi va instal·lar una màquina de gasolina.